# Marcílio Godoi
Marcílio Godoi (Araguari - ????) é escritor, arquiteto, editor e jornalista.

## Formação
Marcílio é doutorado em Literatura Brasileira pela Universidade de São Paulo (USP) e mestre em Crítica Literária pela Pontifícia Universidade Católica de São Paulo (PUCSP).

## Livros
- A Pequena Carta, Uma Fábula do Descobrimento do Brasil, pela editora Bom Texto, em 2002;
- São Paulo, Cidade Invisível, publicado através da editora Letras e Expressões, em 2003;
- Pequeno Dicionário Ilustrado de Palavras Invenetas, pela editora Sagui, 2007;
- A Inacreditável história do diminuto senhor minúsculo, livro infanto-juvenil publicado através da SM Edições, em 2012;
- Estados Úmidos da Matéria, livro de poesia, publicads através da Editora Patuá, em 2015;
- Frágil recompensa, livro de contos publicado através da editora Sagui, em 2016;
- Livro de bichos, livro infantil publicado pela editora Sagüi, em 2019;
- Etelvina[1], livro de romance publicado através da Editora Patuá, em 2021;
- João e o pé de sertão - O infinito de Rosa pela linguageira, pela editora Miguilim, em 2021;

## Prêmios
- Prêmio Cásper Líbero, com "São Paulo, Cidade Invisível", editora Letras e Expressões, em 2004;
- Prêmio Barco a Vapor, com "A Inacreditável história do diminuto senhor minúsculo", editora SM Edições, em 2012;
- Prêmio Candango, com o romance Etelvina[2][3], em 2022;